# Caye Quintana
Cayetano Quintana Hernández, detto Caye (Isla Cristina, 20 dicembre 1993), è un calciatore spagnolo, attaccante del Recreativo Huelva.

## Carriera
Nato a Isla Cristina, ha iniziato a giocare nel 2010, nelle giovanili dell'Isla Cristina FC. Nell'estate del 2011, è stato acquistato dal Recreativo Huelva, che lo ha aggregato alla rosa della seconda squadra, militante in Tercera División.
Nel gennaio 2014, viene girato in prestito all'Écija, formazione della terza divisione spagnola, fino al termine della stagione. Dopo aver trovato maggior minutaggio, nel mese di giugno ha fatto ritorno al Recre.
Il 23 agosto 2014 ha esordito tra i professionisti, subentrando dalla panchina nella gara pareggiata in casa per 0-0 contro il Real Saragozza, incontro valido per il campionato di Segunda División. Il 1º marzo dell'anno successivo, invece, ha realizzato il suo primo gol in carriera, contribuendo alla vittoria della sua squadra contro il Racing Santander.
Il 10 luglio 2015 ha firmato con il Real Valladolid, che lo ha aggregato alla rosa della squadra riserve in terza divisione. In seguito, ha giocato per altre squadre della terza divisione spagnola, come Racing Santander, Maiorca B e Jumilla, prima di fare nuovamente ritorno al Recre il 2 luglio 2018.
Il 22 giugno 2019 ha firmato un contratto triennale con il Cadice in seconda divisione. Il 15 gennaio dell'anno successivo, è stato ceduto in prestito al Fuenlabrada fino al termine della stagione.
Il 7 settembre 2020 viene acquistato dal Malaga a titolo temporaneo.
Il 10 luglio 2021 si trasferisce ai polacchi dello Śląsk Breslavia.

## Statistiche

### Presenze e reti nei club
Statistiche aggiornate al 17 febbraio 2023.
| Stagione               | Squadra                | Campionato             | Campionato | Campionato | Coppe nazionali | Coppe nazionali | Coppe nazionali | Coppe continentali | Coppe continentali | Coppe continentali | Altre coppe | Altre coppe | Altre coppe | Totale | Totale |
| Stagione               | Squadra                | Comp                   | Pres       | Reti       | Comp            | Pres            | Reti            | Comp               | Pres               | Reti               | Comp        | Pres        | Reti        | Pres   | Reti   |
| ---------------------- | ---------------------- | ---------------------- | ---------- | ---------- | --------------- | --------------- | --------------- | ------------------ | ------------------ | ------------------ | ----------- | ----------- | ----------- | ------ | ------ |
| gen.-giu. 2014         | Écija                  | SDB                    | 9          | 2          | CR              | -               | -               | -                  | -                  | -                  | -           | -           | -           | 9      | 2      |
| 2014-2015              | Recreativo Huelva      | SD                     | 19         | 4          | CR              | 0               | 0               | -                  | -                  | -                  | -           | -           | -           | 19     | 4      |
| ago. 2015              | Real Valladolid        | SD                     | 1          | 0          | CR              | -               | -               | -                  | -                  | -                  | -           | -           | -           | 1      | 0      |
| 2015-2016              | Real Valladolid B      | SDB                    | 33         | 7          | -               | -               | -               | -                  | -                  | -                  | -           | -           | -           | 33     | 7      |
| 2016-feb. 2017         | Racing Santander       | SDB                    | 18         | 2          | CR              | 2               | 1               | -                  | -                  | -                  | -           | -           | -           | 20     | 3      |
| feb.-giu. 2017         | Maiorca B              | SDB                    | 14         | 4          | -               | -               | -               | -                  | -                  | -                  | -           | -           | -           | 14     | 4      |
| 2017-2018              | Jumilla                | SDB                    | 33         | 5          | -               | -               | -               | -                  | -                  | -                  | -           | -           | -           | 33     | 5      |
| 2018-2019              | Recreativo Huelva      | SDB                    | 35+4       | 16+2       | -               | -               | -               | -                  | -                  | -                  | -           | -           | -           | 39     | 18     |
| 2019-gen. 2020         | Cadice                 | SD                     | 13         | 1          | CR              | 2               | 0               | -                  | -                  | -                  | -           | -           | -           | 15     | 1      |
| gen.-giu. 2020         | Fuenlabrada            | SD                     | 14         | 0          | CR              | -               | -               | -                  | -                  | -                  | -           | -           | -           | 14     | 0      |
| 2020-2021              | Malaga                 | SD                     | 35         | 3          | CR              | 3               | 2               | -                  | -                  | -                  | -           | -           | -           | 38     | 5      |
| 2021-2022              | Śląsk Breslavia        | EK                     | 25         | 2          | CP              | 1               | 0               | UECL               | 1                  | 0                  | -           | -           | -           | 27     | 2      |
| 2022-2023              | Śląsk Breslavia        | EK                     | 16         | 0          | CP              | 1               | 1               | -                  | -                  | -                  | -           | -           | -           | 17     | 1      |
| Totale Śląsk Breslavia | Totale Śląsk Breslavia | Totale Śląsk Breslavia | 41         | 2          |                 | 2               | 1               |                    | 1                  | 0                  |             | -           | -           | 44     | 3      |
| Totale carriera        | Totale carriera        | Totale carriera        | 269        | 48         |                 | 9               | 4               |                    | 1                  | 0                  |             | -           | -           | 279    | 52     |